# 佩鲁门

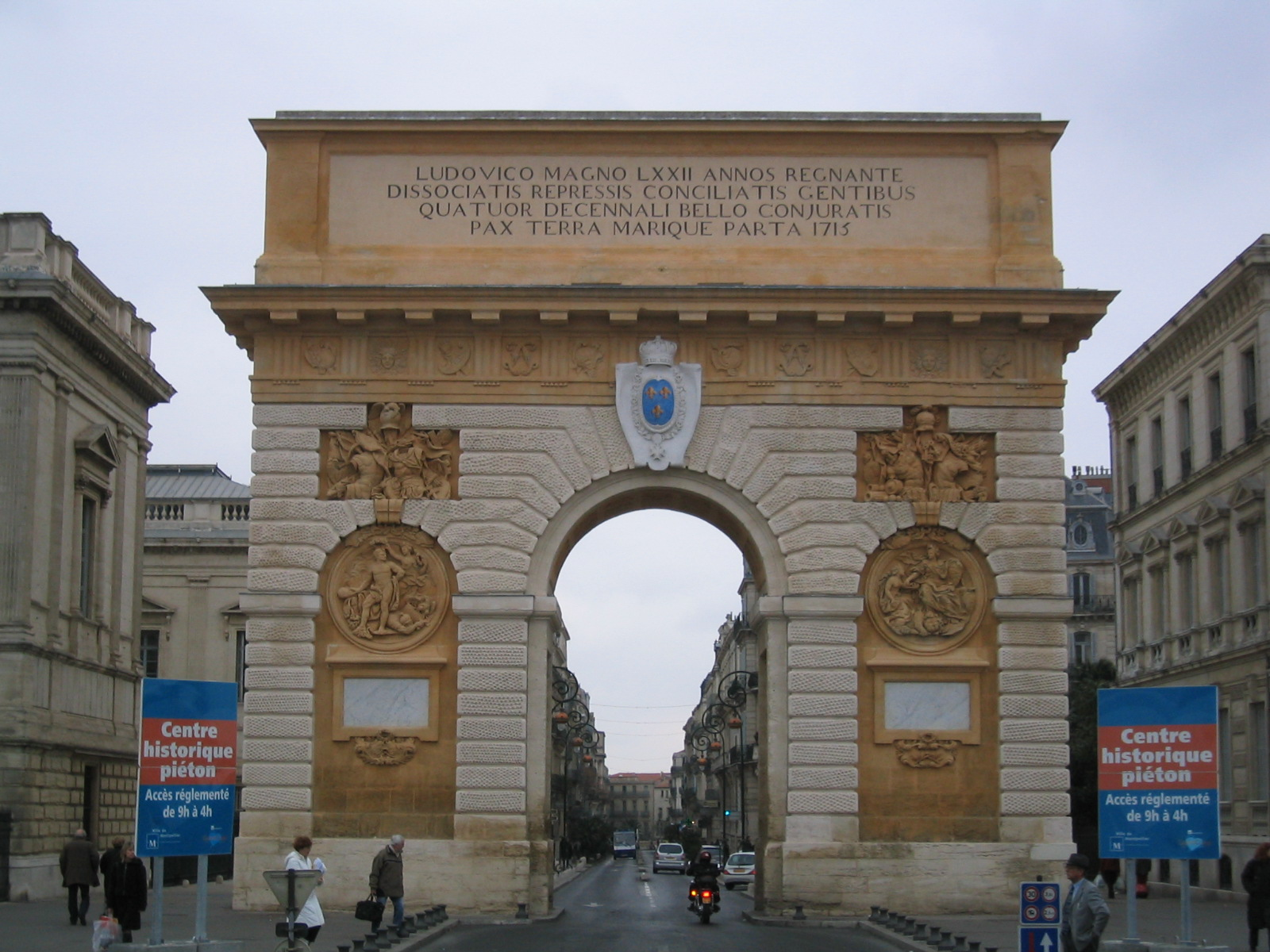
佩鲁门

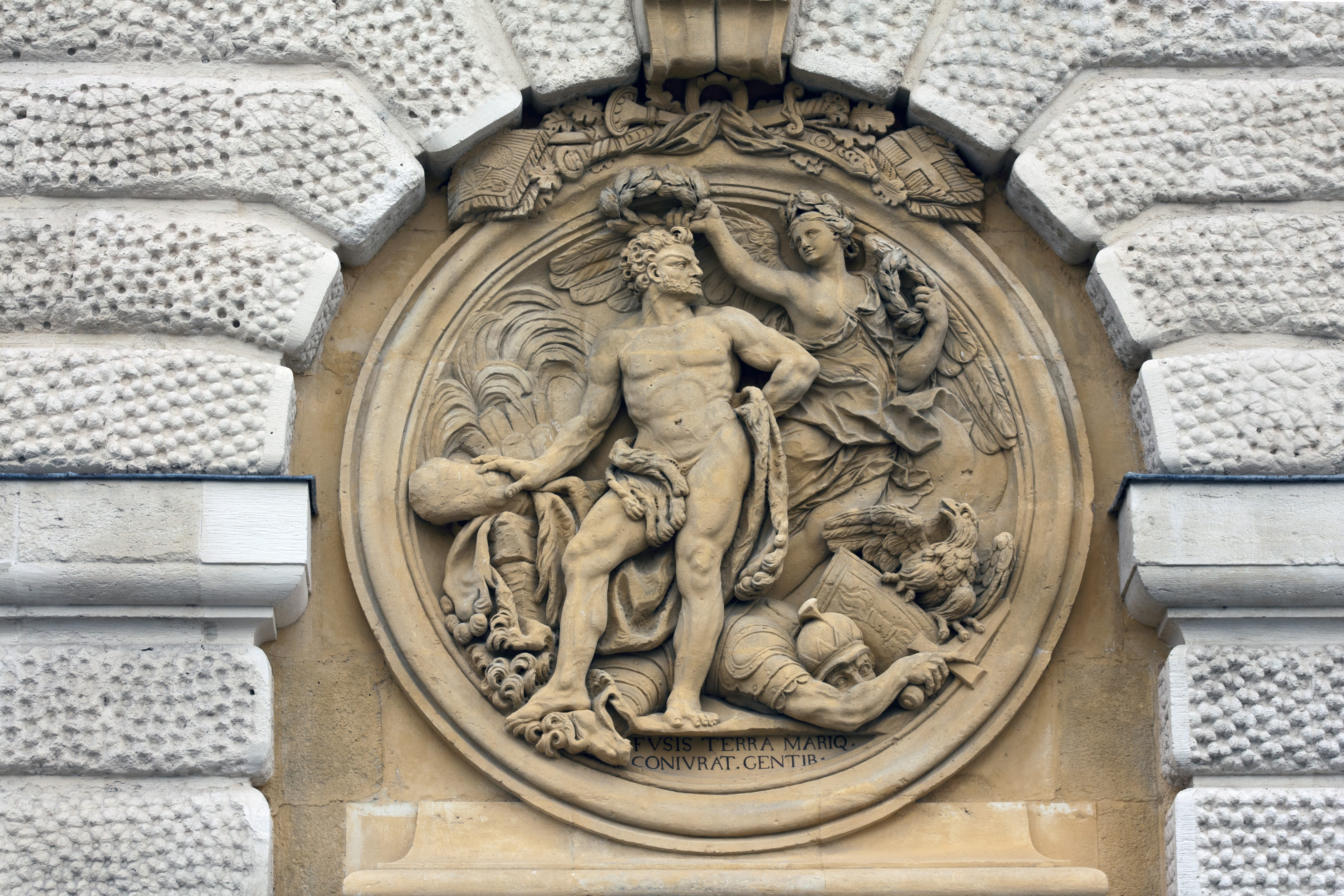
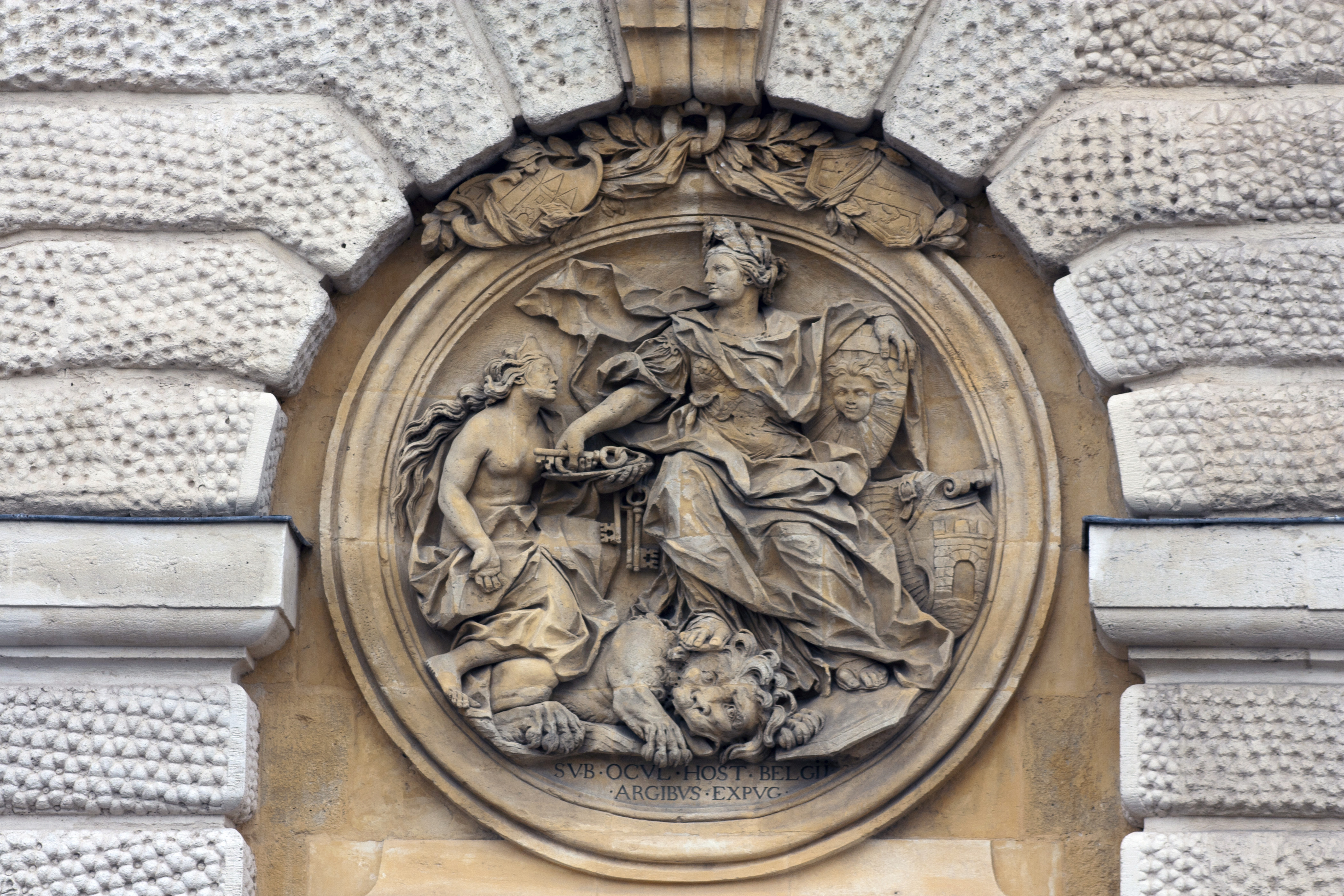
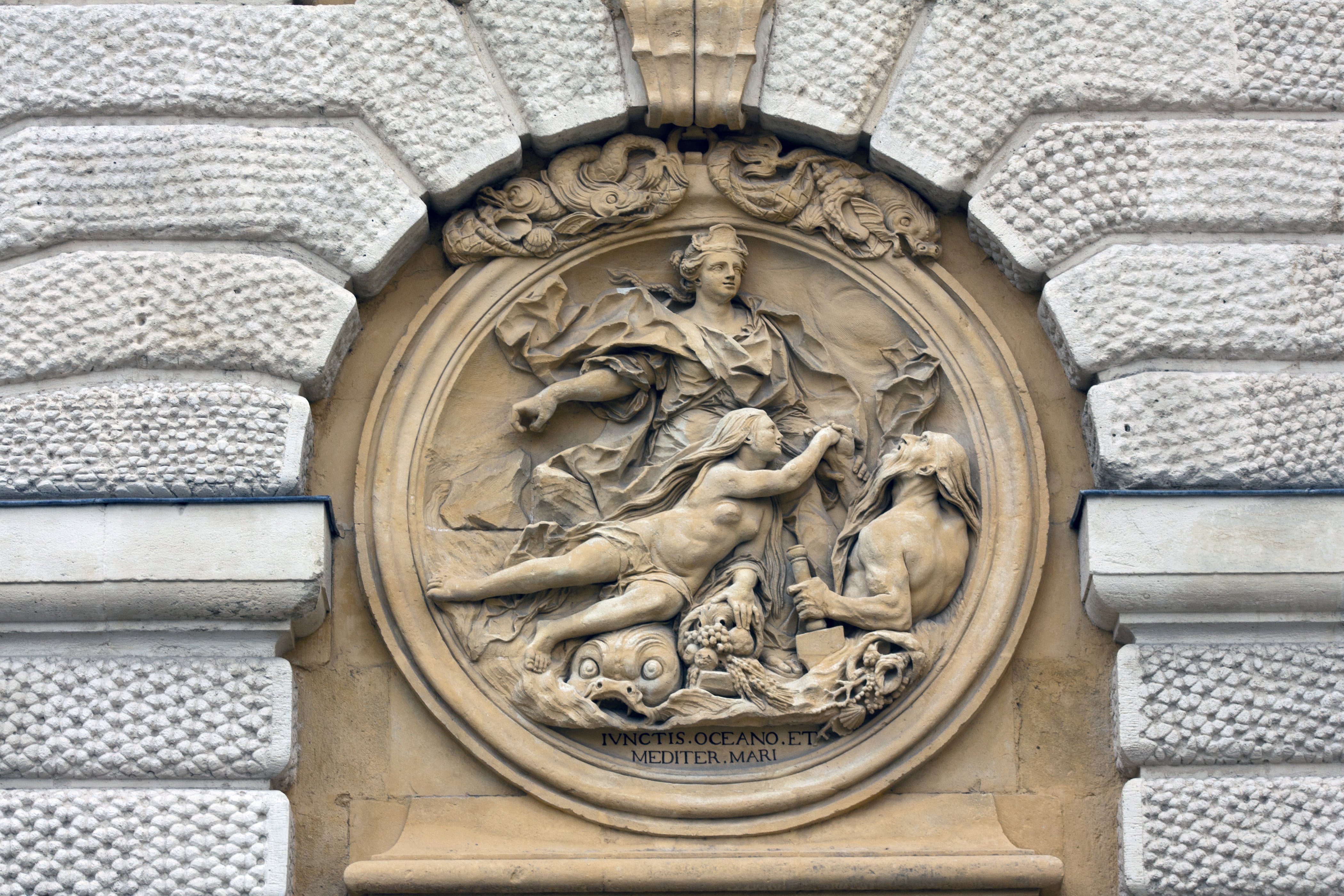
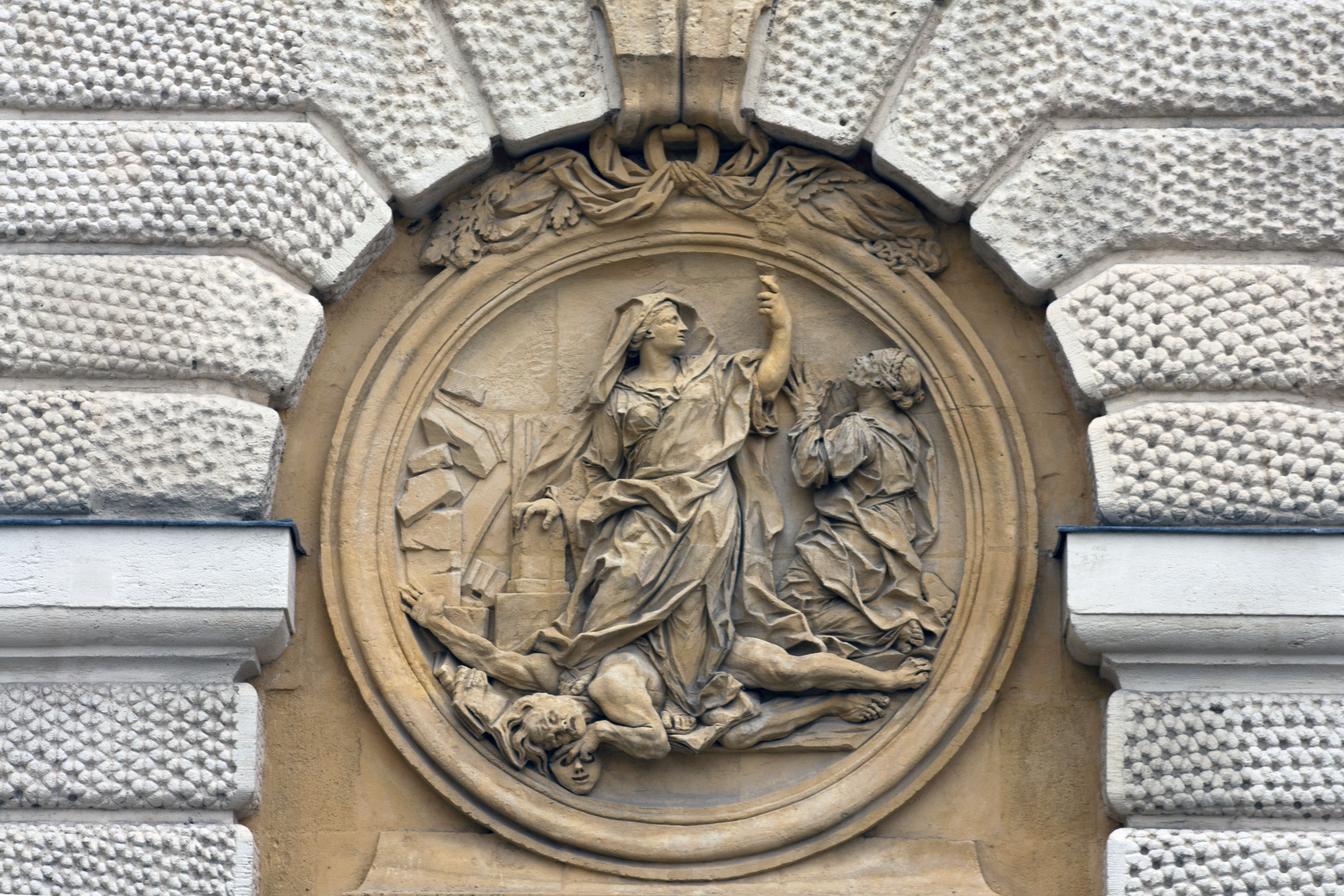

佩鲁门（Porte du Peyrou）是法国南部蒙彼利埃的一个凯旋门，位于市中心附近佩鲁花园的东端。
佩鲁门由弗朗索瓦 Dorbay设计，模仿了巴黎的圣丹尼门。它于1693年建成。在1715年增加了赞美路易十四的浮雕和铭文。
这些浮雕展现路易十四在位期间的四大事件：
- 大同盟战争占领 那慕尔，代表荷兰共和国的人物跪在路易十四面前

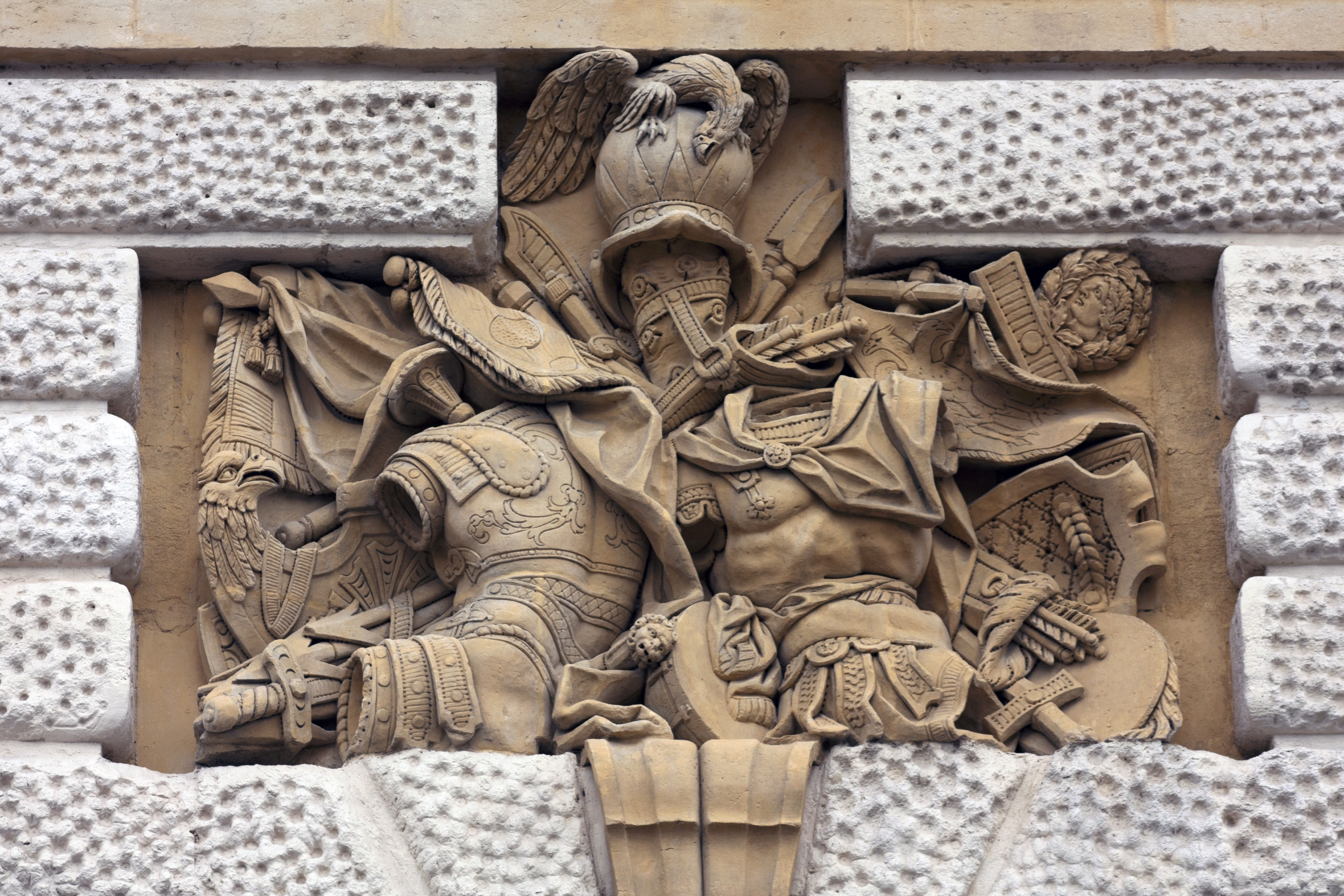
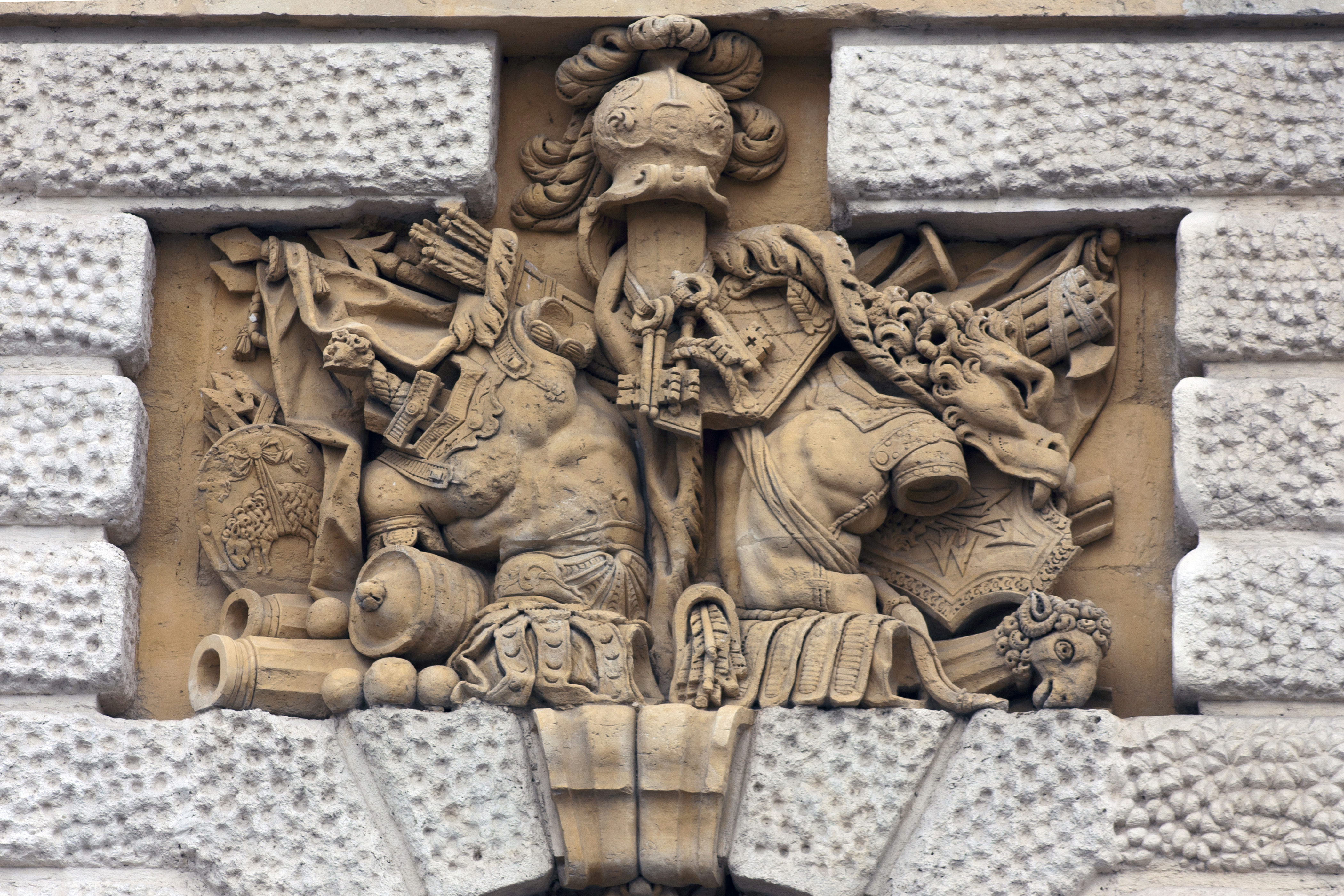
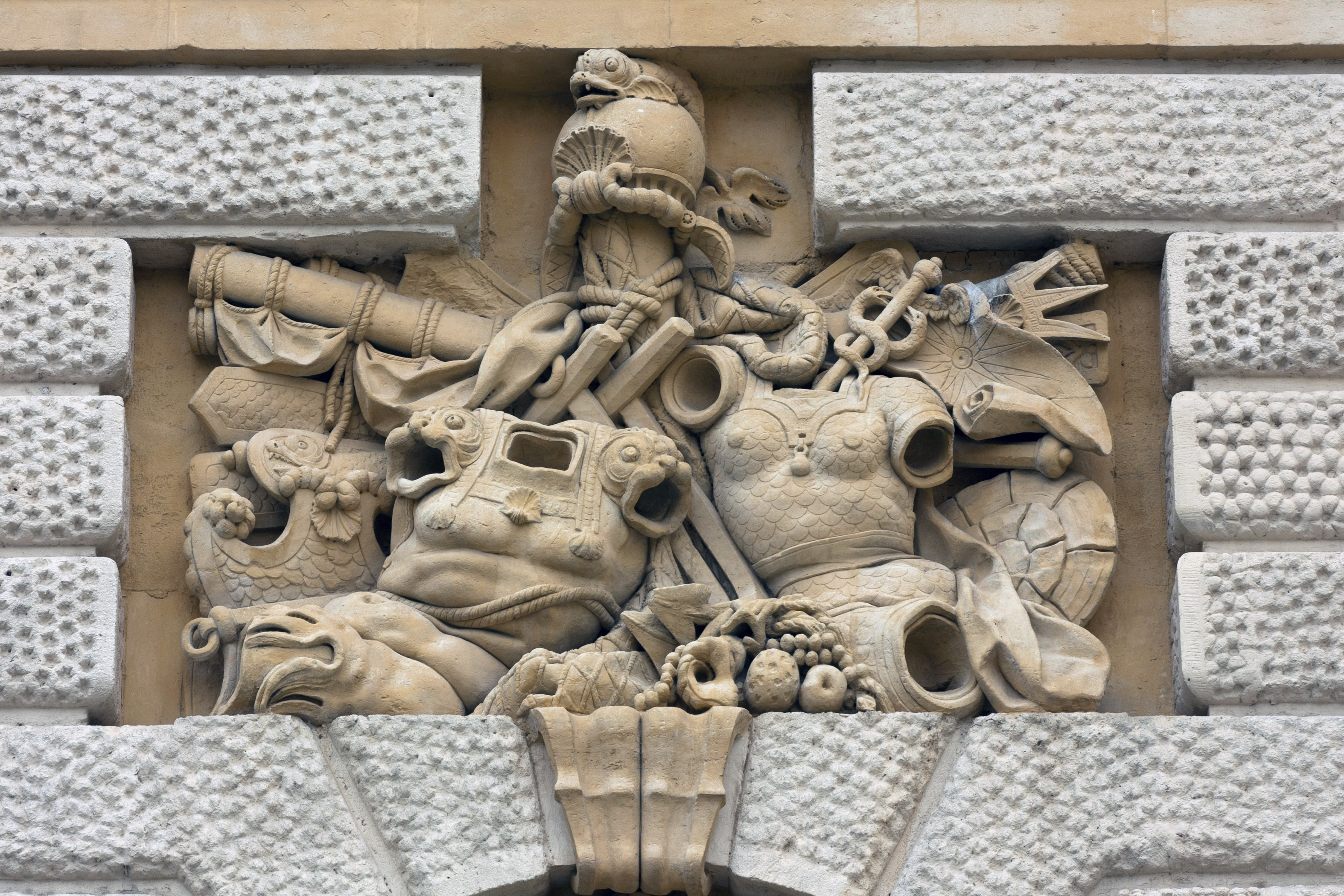
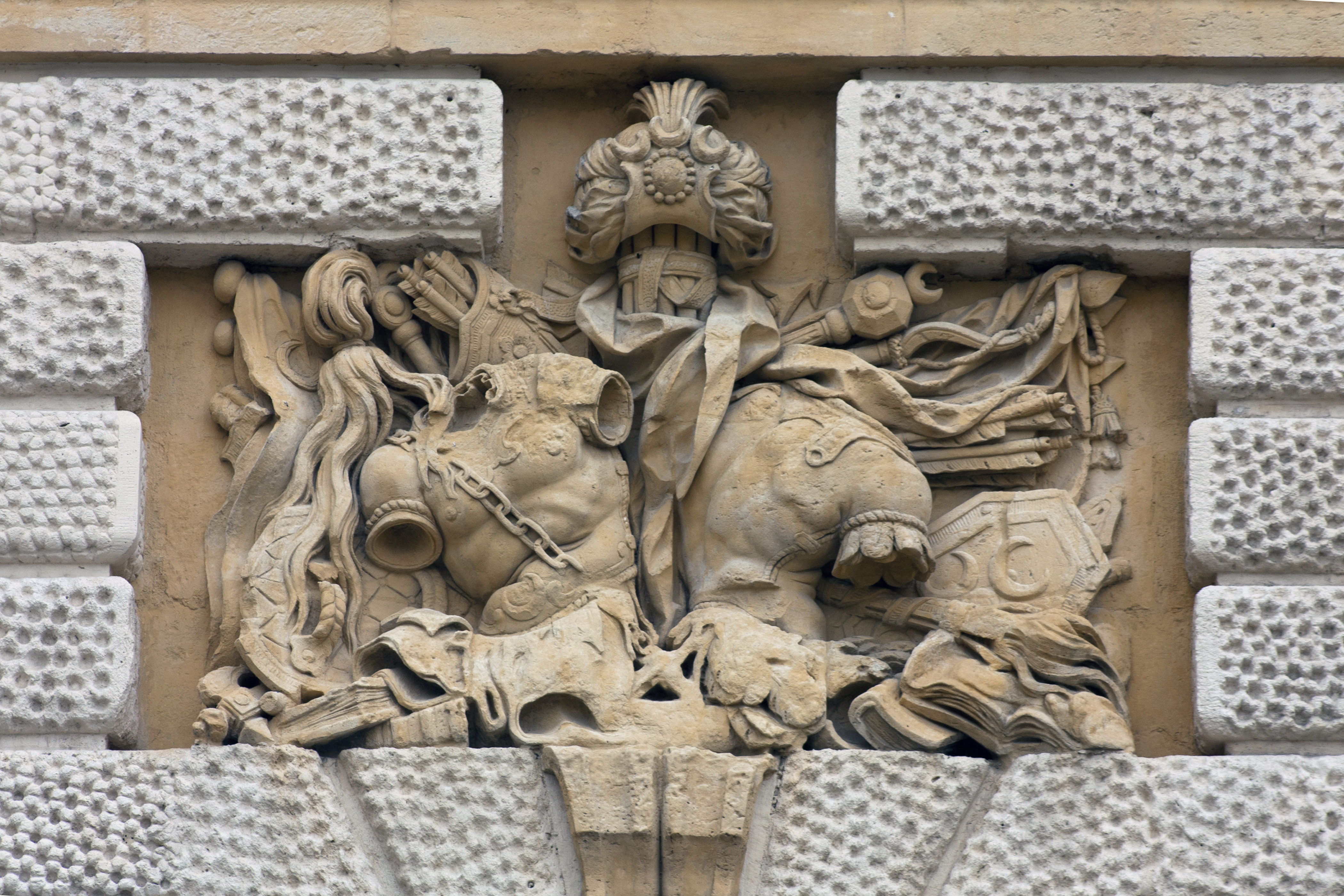

- 路易由维多利亚加冕
- 开挖米迪运河连接比斯开湾和地中海
- 枫丹白露敕令